# Vụ gián đoạn phát sóng Southern Television
Vụ gián đoạn phát sóng Southern Television (tiếng Anh: Southern Television broadcast interruption) là sự xâm nhập tín hiệu phát sóng xảy ra vào ngày 26 tháng 11 năm 1977 tại một số vùng miền Nam nước Anh thuộc Vương quốc Liên hiệp Anh và Bắc Ireland. Âm thanh của chương trình phát sóng trên Đài Southern Television được thay thế bằng một giọng nói đại diện cho "Bộ Chỉ huy Thiên hà Ashtar" (Ashtar Galactic Command), nhằm nêu lên thông điệp hướng dẫn nhân loại từ bỏ vũ khí để có thể tham gia vào 'sự thức tỉnh trong tương lai' và 'đạt được trạng thái tiến hóa cao hơn'. Sau sáu phút, chương trình phát sóng trở lại như trước đây.
Các cuộc điều tra do giới chức trách tiến hành sau này đều cho thấy máy phát Hannington thuộc Cơ quan Phát thanh Truyền hình Độc lập (IBA) đã phát lại tín hiệu từ một máy phát trái phép nhỏ nhưng gần đó, thay vì nguồn dự định tại trạm phát sóng Rowridge. Người ta chưa bao giờ xác định rõ danh tính kẻ gây ra vụ việc này.
Sự kiện này đã thu hút hàng trăm cuộc điện thoại từ công chúng sợ hãi, và được đưa tin rộng rãi trên các tờ báo của Anh và Mỹ. Tuy đôi lúc có sự mâu thuẫn, bao gồm những nguồn tài liệu mô tả khác nhau về cái tên được người nói sử dụng và cách diễn đạt thông điệp của họ.

## Diễn biến
Thứ Bảy ngày 26 tháng 11 năm 1977, lúc 17 giờ 10 phút UTC, khi Andrew Gardner của hãng ITN đang đọc tóm lược bản tin thời sự về những vụ đụng độ ở Rhodesia lúc bấy giờ (nay là Zimbabwe) giữa lực lượng an ninh và Quân đội Giải phóng Quốc gia châu Phi Zimbabwe, hình ảnh truyền hình hơi chao đảo, theo sau là một tiếng rì rầm khó hiểu. Âm thanh được thay thế bằng giọng nói méo mó truyền tải một thông điệp kéo dài gần sáu phút.
Người nói tự xưng là Vrillon, đại diện của Bộ Chỉ huy Thiên hà Ashtar (Ashtar là một cái tên gắn liền với mối liên hệ ngoài hành tinh từ năm 1952). Những báo cáo về vụ việc khác nhau, một số gọi người nói là "Vrillon"
hoặc "Gillon", và số khác gọi là "Asteron".
Vụ gián đoạn chấm dứt ngay sau khi lời tuyên bố được gửi đến dư luận, đường truyền trở lại bình thường ngay trước khi kết thúc bộ phim hoạt hình Looney Tunes. Vào buổi tối sau đó, Southern Television đã lên tiếng xin lỗi về điều mà họ mô tả đây là "bước đột phá về âm thanh" đối với một số khán giả. ITN cũng đã trình báo về vụ việc này trong bản tin cuối buổi tối thứ Bảy của đài.

## Lời giải thích
Vào thời điểm đó, máy phát truyền hình Hannington có chức năng hoạt động bất thường vì là một trong số ít máy phát chính phát lại tín hiệu vô tuyến nhận được từ một máy phát khác là máy phát Rowridge của Cơ quan Phát thanh Truyền hình Độc lập (IBA) trên Đảo Wight, thay vì được truyền trực tiếp bằng đường dây mặt đất. Do đó, nó có lỗ hở cho loại xâm nhập tín hiệu này, vì ngay cả một đường truyền công suất tương đối thấp ở rất gần bộ thu phát sóng lại có thể lấn át việc tiếp nhận tín hiệu dự định của nó, dẫn đến việc truyền dẫn trái phép sẽ được khuếch đại và phát lại trên một khu vực rộng hơn nhiều lần. IBA tuyên bố rằng để thực hiện một trò lừa bịp như vậy sẽ cần đến "một lượng lớn bí quyết kỹ thuật" và một phát ngôn viên của Đài Southern Television xác nhận: "Một kẻ chơi khăm đã làm nhiễu máy phát của chúng tôi ở vùng hoang dã phía Bắc Hampshire bằng cách lấy một máy phát khác ở rất gần đó." Kẻ chơi khăm chưa bao giờ được nhận dạng.

## Phản ứng vụ việc
Vụ việc đã gây ra một số báo động tại địa phương, với hàng trăm khán giả lo lắng dồn dập gọi điện thoại lên Đài Southern Television từ sau vụ xâm nhập này. Trong các tờ báo Chủ nhật xuất bản ngày hôm sau, IBA đã thông báo việc phát sóng này chỉ là một trò lừa bịp, xác nhận đây là lần đầu tiên một vụ truyền tin lừa bịp như vậy được thực hiện. Những bản tin kể về sự kiện này được lan truyền trên toàn thế giới, với nhiều tờ báo Mỹ lượm lặt câu chuyện này từ hãng United Press International (UPI).
Chương trình phát sóng này đã trở thành lời chú dẫn trong lĩnh vực nghiên cứu UFO khi một số người chọn chấp nhận thực thể nghi là "người ngoài hành tinh" phát sóng theo ý nghĩa bề mặt, nghi ngờ lời giải thích về một vụ xâm nhập máy phát. Trong vòng hai ngày kể từ khi vụ việc được đăng lại trên tờ Thời báo Luân Đôn, một lá thư ngỏ gửi biên tập viên được công bố vào ngày 30 tháng 11 năm 1977 nêu câu hỏi, "[Làm thế nào] mà IBA – hoặc bất kỳ ai khác – có thể chắc chắn rằng chương trình phát sóng này là một trò lừa bịp?" Ban biên tập một tờ báo khu vực ở nước Mỹ mang tên Register-Guard ở Eugene, Oregon có lời nhận xét như sau, "Dường như chẳng ai cho rằng 'Asteron' có thể là thật." Mãi đến cuối năm 1985, câu chuyện này dần hòa vào nền văn hóa dân gian thành thị, với những gợi ý rằng chưa bao giờ có bất kỳ lời giải thích nào về vụ phát sóng này cả.
Một tập phim năm 1999 thuộc phim truyền hình dài tập dành cho trẻ em có tiêu đề It's a Mystery giới thiệu sự kiện này, do một trong những nhà đài kế nhiệm của Southern Television là Meridian Television sản xuất. Cảnh phim này tái hiện biến cố với các bản tin giả và người xem đang xem lại vụ việc diễn ra ở nhà mình.

## Ảnh hưởng văn hóa
Tác giả Nelson Algren đã đưa một biến thể của thông điệp này vào trong cuốn sách có nhan đề The Devil's Stocking (1983), câu chuyện mang tính hư cấu kể về phiên tòa xét xử Rubin Carter, tay võ sĩ quyền anh chơi theo giải thưởng ngoài đời thực bị kết tội hai lần giết người. Trong cuốn sách này, khi khoảng thời gian bất ổn trong nhà tù vừa mới bắt đầu, nhân vật 'Kenyatta' có lời phát biểu gần giống với bản chép lại của tờ Fortean Times về vụ gián đoạn phát sóng Southern Television như sau:
"Tôi là đại diện được ủy quyền thuộc Phái đoàn Liên Thiên hà," Kenyatta cuối cùng đã tiết lộ lá thư ủy nhiệm của mình. "Tôi có thông điệp dành cho Hành tinh Trái Đất. Chúng ta đang bắt đầu bước vào thời kỳ Bảo Bình. Người Trái Đất phải tự sửa mình nhiều hơn. Tất cả mọi thứ vũ khí xấu xa của bạn đều phải bị tiêu hủy. Bạn chỉ có một thời gian ngắn để học hỏi cách chung sống hòa bình. Bạn phải sống trong hòa bình" – ở đây anh ta dừng lại nhằm thu hút sự chú ý của mọi người – "bạn phải sống trong hòa bình hoặc rời khỏi thiên hà này!"